# Aysenia
Aysenia es un género de arañas araneomorfas de la familia Anyphaenidae. Se encuentra en Chile y Argentina.

## Especies
Según The World Spider Catalog 12.0:
- Aysenia araucana Ramírez, 2003
- Aysenia barrigai Izquierdo & Ramírez, 2008
- Aysenia cylindrica Ramírez, 2003
- Aysenia elongata Tullgren, 1902
- Aysenia segestrioides Ramírez, 2003